# توحید مفضل
توحید مفضل حدیثی است که جعفر صادق در چهار روز و چهار نشست بر یکی از اصحابش، مفضل، املاء کرده است. و به نام همین صحابه، توحید مفضل شهرت یافته است.
این کتاب را می‌توان در چهار فصل دسته‌بندی کرد. فصل اول دربارهٔ شگفتیهای آفرینش انسان است. فصل دوم دربارهٔ شگفتیهای آفرینش حیوان است. فصل سوم دربارهٔ شگفتیهای آفرینش طبیعت و فصل آخر دربارهٔ ناملایمات و مصائب است. این کتاب از جنبه آناتومی و فیزیولوژی، فلسفی و جهان‌شناسی به تحکیم پایه‌های خدا باوری طرف مباحثه می‌پردازد. در متن بعضی از این مناظرات به مسایل پزشکی همچون گردش خون -که در آن زمان ناشناخته بوده- اشاره شده است.

## نویسنده کتاب
نامش «مفضّل» فرزند عمر و کنیه اش ابومحمد، و در اواخر قرن اول هجری و اوایل قرن دوم هجری در شهر کوفه به دنیا آمده است. مفضل بن عمر از اصحاب خاص جعفر صادق و موسی کاظم و وکیل آنها در کوفه بوده است. در زمان جعفر صادق مأموریت داشت با اموالی که از طرف امام یا شیعیان به او می‌رسید بین مردم اصلاح کند و اختلافها را بردارد.

## شرح کتاب
این کتاب در واقع پاسخ سوالات مفضل است، جعفر صادق به عنوان پاسخ دهنده، دلایلی بر توحید و یگانگی خداوند ارائه می‌دهد.
این رساله که در بحارالانوار نویسنده شیعی قرن هفدهم، محمد باقر مجلسی حفظ شده است، رساله ای عقل گرایانه است که در درجه اول از برهان نظم برای اثبات وجود خدا استفاده می‌کند.
این کتاب یک اثر معیار در کلام معتزلی-امامیه به‌شمار می‌رود. توحید مفضل به دلیل تکرار عبارت فکّر در آن به «کتاب فَکِّر» («کتاب تفکر») نیز معروف است. تفسیرها و ترجمه‌های زیادی بر این کتاب نوشته شده است. گاه آن را با کتاب الاهلیجه، یکی دیگر از آثار منسوب به المفضل می‌دانند که در بحارالانوار مجلسی نیز محفوظ است.

## سبب پیدایش کتاب
گفته می‌شود مفضّل بن عمر روزی در نزدیک آرامگاه محمد نشسته بود که دید ابن ابی‌العوجاء (دهری مسلکِ معروف، وفات: ۱۵۵ هجری) با یکی از دوستانش به آنجا آمده و در ضمن صحبت‌هایش که برای اطرافیان مسموع بود، وجود خداوند و نبوت محمد را منکر شد. مفضّل به شدت به سخنان او اعتراض کرد و او در جواب گفت که اگر از اهلِ کلام هستی حجت خود را بیاور و چنانچه از شاگردان جعفر بن محمد هستی باید بدانی که او زیاده از این، سخنان ما را شنیده و با متانت جواب گفته است؛ لذا به نحو شایسته با ما سخن کن. مفضل اندوهناک به نزد جعفر صادق می‌رود و ماجرا را برایش می‌گوید. جعفر صادق به او وعده می‌دهد که به‌طور خصوصی برایش از حکمت‌های آفرینش بیان می‌کند مفضل به خانه می‌رود و خوشحال از این وعده، خواب به چشمش نمی‌آید. روز بعد جعفر صادق او را به اندرون می‌برد و شروع به درس کرده از توحید شروع می‌کند. بعد از ذکر چند جمله، مفضل اجازه می‌خواهد تا آنچه را جعفر صادق می‌گوید بنویسد. این درس‌ها در چهار جلسه به پایان می‌رسد و در ضمن آن برخی مسائل علوم طبیعیه توسط جعفر صادق بیان می‌شود.

## حواشی
سید بن طاووس (وفات: ۶۶۴ هجری) که آن را شگفت‌انگیز خوانده است و همچنین علامه محمد باقر مجلسی آن را برای استفاده عامه به فارسی شیوا ترجمه نموده و در برخی موارد، سخنان او را شرح نیز کرده است.

## نسخ خطی
نسخه‌های خطی متعددی از توحید مفضّل به جا مانده است که برخی از آن‌ها در ایران و در کتابخانه‌هایی چون کتابخانه آستان قدس رضوی، کتابخانه ملی و کتابخانه آیت‌الله مرعشی نجفی، و برخی دیگر در عراق نگهداری می‌شوند. ظاهراً قدیمی‌ترین نسخه خطی این اثر، متعلق به سال ۱۰۵۶ق و به خط عبدالرزاق جیلانی است که در کتابخانه آیت‌الله گلپایگانی در قم نگهداری می‌شود.

## شرح‌ها و ترجمه‌ها
توحید مفضل برای نخستین بار در ۱۲۸۷ش در ایران به چاپ رسید. از آن پس تاکنون، متن و ترجمه‌ها و شروح متعددی از توحید مفضّل در مصر، عراق، آلمان و ایران چاپ شده است. از آن جمله می‌توان به موارد زیر اشاره کرد:
- شرح «مولی باقرین مولی اسماعیل کجوری تهرانی». این شرح در سی مجلس با عنوانهای «ای مفضل!» در قالب بیست هزار بیت، نگاشته شده است.
- شرح فارسی «مولی فاضل فخر الدین ماوراء النهری»
- شرح و ترجمه محمد باقر مجلسی در کتاب بحارالانوار. اشکال این ترجمه این است شرح و اضافات علامه از کلام امام قابل تمیز نیست.
- تحقیق «کاظم مظفر» با مقدمه و پاورقی‌هایی که به شرح این کتاب کمک می‌کند.
- «اسماعیل بن حسین تبریزی» با تخلص «تائب» این کتاب را در دو هزار بیت منظوم کرده است.
- ترجمه «مولی محمد صالح بن محمد باقر قزوینی روغنی»
- ترجمه «شیخ فخر الدین ترکستانی ماوراءالنهری»
- ترجمه «زین العابدین کاظمی خلخالی». این ترجمه به همراه ترجمه ای دیگر از این مترجم (اخلاق نزد امام صادق علیه السلام) در یک جلد چاپ شده است.
- ترجمه «علی اصغر فقیهی». این کتاب برای استفاده دانش آموزان تلخیص و ساده‌سازی شده است.
- ترجمه نجفعلی میرزایی با عنوان «شگفتیهای آفرینش از زبان امام صادق»
- ترجمه احمد بانپور با عنوان «شگفتی‌های آفرینش از دیدگاه امام صادق»